# 岩崎愛 (モデル)
岩崎 愛（いわさき あい、11月26日 - ）は、日本の元モデル、元女優。秋田県出身（タレント時代は、出身地を千葉県としていた)。タンバリンアーティスツに所属していた。元NHK松江放送局キャスター。現在は、NHKさいたま放送局キャスターとして活躍中。

## 来歴・人物
- ダンスを特技。
- 2005年、ジュニアモデル事務所「タンバリンアーティスツ」のオーディションに合格。モデルと舞台女優を中心に活動開始。
- 2007年、ピポ☆エンジェルズに新メンバーとして加入した。
- タンバリンアーティスツ所属タレントでは珍しく、『ピチレモン』のオーディションを受けていない。
- 芸能活動をする同姓同名の人物が多くいる。
- 2011年末に事務所を退所し芸能界を引退した。
- 2015年3月末からNHK松江放送局でキャスターとして勤務。
- 2018年にNHKさいたま放送局へ異動。

## 出演

### 舞台
- チキンマジシャン（2005年、池袋グリーンシアター）日奈子役
- 蜘蛛之巣医院（2007年、西新宿クロスロード）梅津晶役
- ルナバス720（2007年、西麻布ディプラッツ）ジム・クレイトン役
- Life pathfinder（2008年、シアター mini10）
- オレは本能寺にアリ!?（2010年3月10日 - 14日、新宿シアターブラッツ）[1]
- 弱虫団（2010年10月14日 - 17日、下北沢Geki地下リバティー）[2]
- DISTANCE （2011年4月20日 - 25日、吉祥寺シアター）[3]

### 朗読
- 怪し会〜弐（2009年9月、浄土宗得生院）[4]
- 怪し会〜参（2010年8月、松栄山了法寺）[5]
- 怪し会〜肆(2011年9月、密蔵院)

### テレビ
- 行列のできる法律相談所（2009年6月、日本テレビ）再現ドラマ
- ルビコンの決断（2009年10月、テレビ東京）再現ドラマ
- 月曜ゴールデン 刑事シュート3（2011年7月25日、TBS）
- しまねっとNEWS610(2015年3月〜2018年3月)

### イベント
- ピチレモンフェスタ（2006年10月、学研）
- たまごっちワールド（幕張メッセ、池袋サンシャイン）
- タンバリンマニア1、2、4、5、6、7、9、10
- ROAD to Red in TOKYO × TABLE FOR TWO（ダンサーとして）

### CD
- ピポ☆エンジェルズ[ナナイロの楽園](2007年7月)

### バラエティ
- 『タンバリンマニアTV』（2009年5月 - 、スカパー!371ch エンタ!371）

### 広告
- 『NTT docomo総合カタログ』（2011年2 - 3月号）